# Wolfraamcarbide

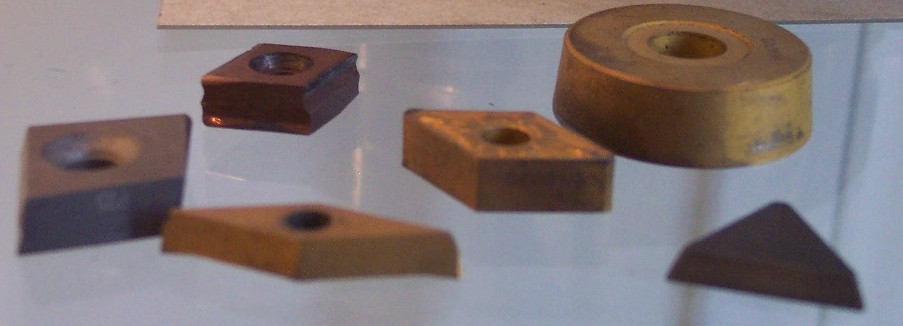
Snijplaten van gesinterde wolfraamcarbide

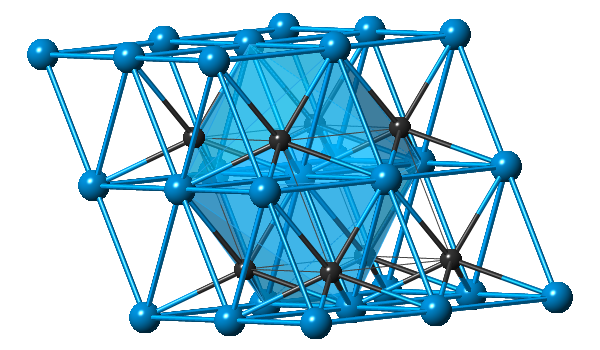
Kristalstructuur van wolfraamcarbide

Wolfraamcarbide of Widia (chemische formule: WC) is een keramiek, dat ontstaat uit wolfraam en koolstof en is een mengkristal. Dit relatief goedkope materiaal staat bekend om zijn grote hardheid, en wordt dan ook gebruikt voor snijapparatuur. De koolstofatomen gaan in de kristalrooster-holtes van het wolfraamrooster zitten. 
Het wordt gemaakt door wolfraamoxide en koolstof met behulp van waterstof te reduceren.
Het werd voor het eerst in 1914 gemaakt. In 1926 werd door de Duitse firma Krupp (tegenwoordig Kennametal) wolfraamcarbide gehard en in 1962 lukte het Krupp om snijplaten te bekleden met het geharde wolfraamcarbide.
Wolfraamcarbide kan zeer hard gemaakt worden door het te sinteren. Bij het sinteren verhit men materiaalkorrels tot op een temperatuur waarop ze nog net niet smelten. Op die manier groeien de contactpunten tussen de korrels, waardoor een zeer hard materiaal kan ontstaan. Meestal wordt er ook nog als bindmiddel 6 tot 10% kobalt toegevoegd.
Gesinterde wolfraamcarbide staat bekend onder de merknaam Widia, dat afgeleid is van het Duitse Wie Diamant (vertaling: "zoals diamant"). 

## Toepassingen
Het is een zeer hard materiaal dat gebruikt kan worden om het duurdere diamant te vervangen in bijvoorbeeld (tandarts)boren en in snijkoppen van een tunnelboor. Ook wordt het gebruikt voor de messen van snijmachines. Het komt zelfs voor als onderdeel van een balpen (de "bal" uit "balpen"). Widia-boren zijn boren waarvan de punt bedekt is met het geharde wolfraamcarbide. In dit geval wordt een plaatje wolfraamcarbide door hardsolderen in het dragermateriaal (meestal staal) vastgesoldeerd, een methode die ook bij bepaalde typen steenbeitels wordt toegepast. Met deze boren en beitels kan gewerkt worden in beton, harde steensoorten en tegelwanden.
Vanwege de hoge massadichtheid en de grote hardheid wordt wolfraamcarbide ook toegepast in pantserdoorborende munitie, zie staafpenetrator. Het meest wordt wolfraamcarbide toegepast in de verspanende metaalindustrie als snijmateriaal.
De punten van wandelstokken zijn eveneens van wolfraamcarbide gemaakt, om een goede grip te hebben op harde rotsen en vanwege de slijtvastheid.

## Eigenschappen
- buigweerstand tot > 4500 N/mm2
- drukvast tot 7x109 Pa

## Veiligheid
Bij de bewerking van wolfraamcarbide moeten goede beschermingsmaatregelen getroffen worden, omdat stof van wolfraamcarbide in de longen zogenaamde stoflongen kan veroorzaken.